# Station de sauvetage

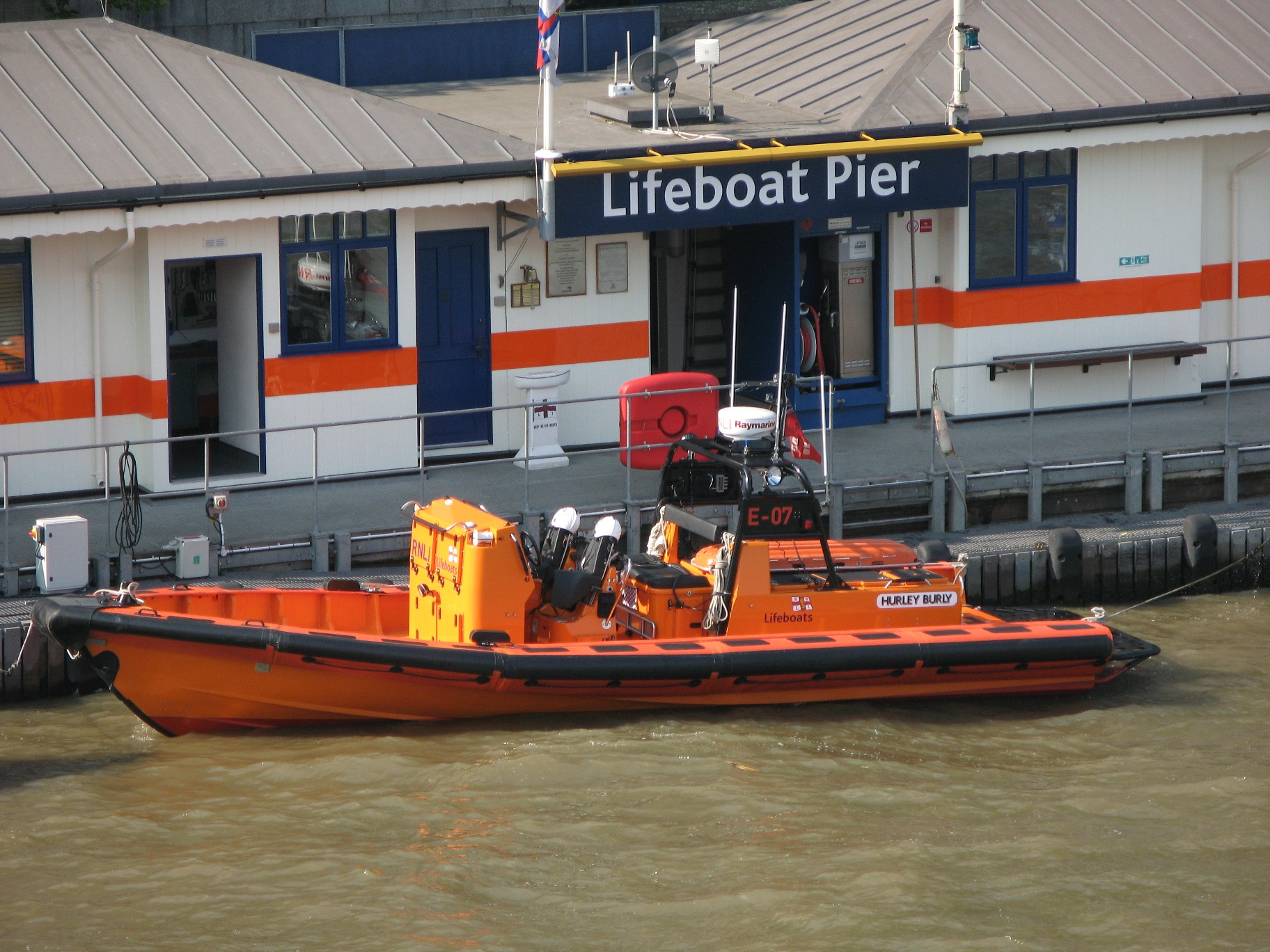
Station de sauvetage sur la Tamise, à Londres.

Une station de sauvetage est un bâtiment ou un ensemble de bâtiments où sont basées des personnes chargées de la recherche et du sauvetage en mer ou sur un plan d'eau donné.